# Bassetlaw District
Bassetlaw District  är ett distrikt (motsvarande kommun) i grevskapet Nottinghamshire i England, Storbritannien. Distriktet har 120 012 invånare (2022). Större orter är Retford och Worksop. Distriktet är indelat i 64 civil parishes, förutom Retford och större delen av Worksop som inte ingår i någon civil parish.